# Ryan Costello

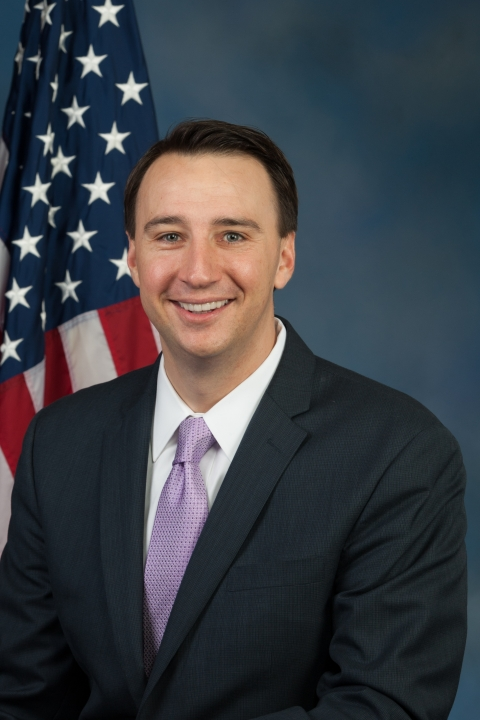
Ryan Costello (2015)

Ryan A. Costello (* 7. September 1976 in Phoenixville, Pennsylvania) ist ein US-amerikanischer Politiker der Republikanischen Partei. Von Januar 2015 bis Januar 2019 vertrat er den Bundesstaat Pennsylvania im US-Repräsentantenhaus.

## Werdegang
Im Jahr 1995 absolvierte Ryan Costello die Owen J. Roberts High School in Pottstown. Danach besuchte er bis 1999 das Ursinus College in Collegeville. Nach einem anschließenden Jurastudium an der Law School der Villanova University und seiner 2002 erfolgten Zulassung als Rechtsanwalt begann er in diesem Beruf zu arbeiten. Dabei spezialisierte er sich auf Immobilienangelegenheiten.
Zwischen 2011 und 2013 saß Costello im Bezirksrat des Chester County. Bei der Wahl 2014 wurde Costello im sechsten Kongresswahlbezirk Pennsylvanias in das US-Repräsentantenhaus in Washington, D.C. gewählt, wo er am 3. Januar 2015 die Nachfolge von Jim Gerlach antrat, der nicht mehr kandidiert hatte. Er siegte mit 56:44 Prozent der Stimmen gegen den demokratischen Bewerber Manan Trivedi. Bei der Wahl 2016 bestätigt, gehörte er auch dem 115. Kongress an, der am 3. Januar 2019 endete. Nachdem die Wahlkreisgrenzen für die Wahl im November 2018 neu gezogen worden waren und Costellos neuer Wahlbezirk deutlich mehr demokratisch geneigte Wähler umfasst hätte (Hillary Clinton hätte den neuen sechsten Kongresswahlbezirk 2016 mit 10 Prozentpunkten Vorsprung gewonnen), entschied sich Costello, nicht wieder anzutreten.